# Bazna (gmina)
Bazna – gmina w Rumunii, w okręgu Sybin. Obejmuje miejscowości Bazna, Boian i Velț. W 2011 roku liczyła 3792 mieszkańców.